# Sant’Elpidio a Mare

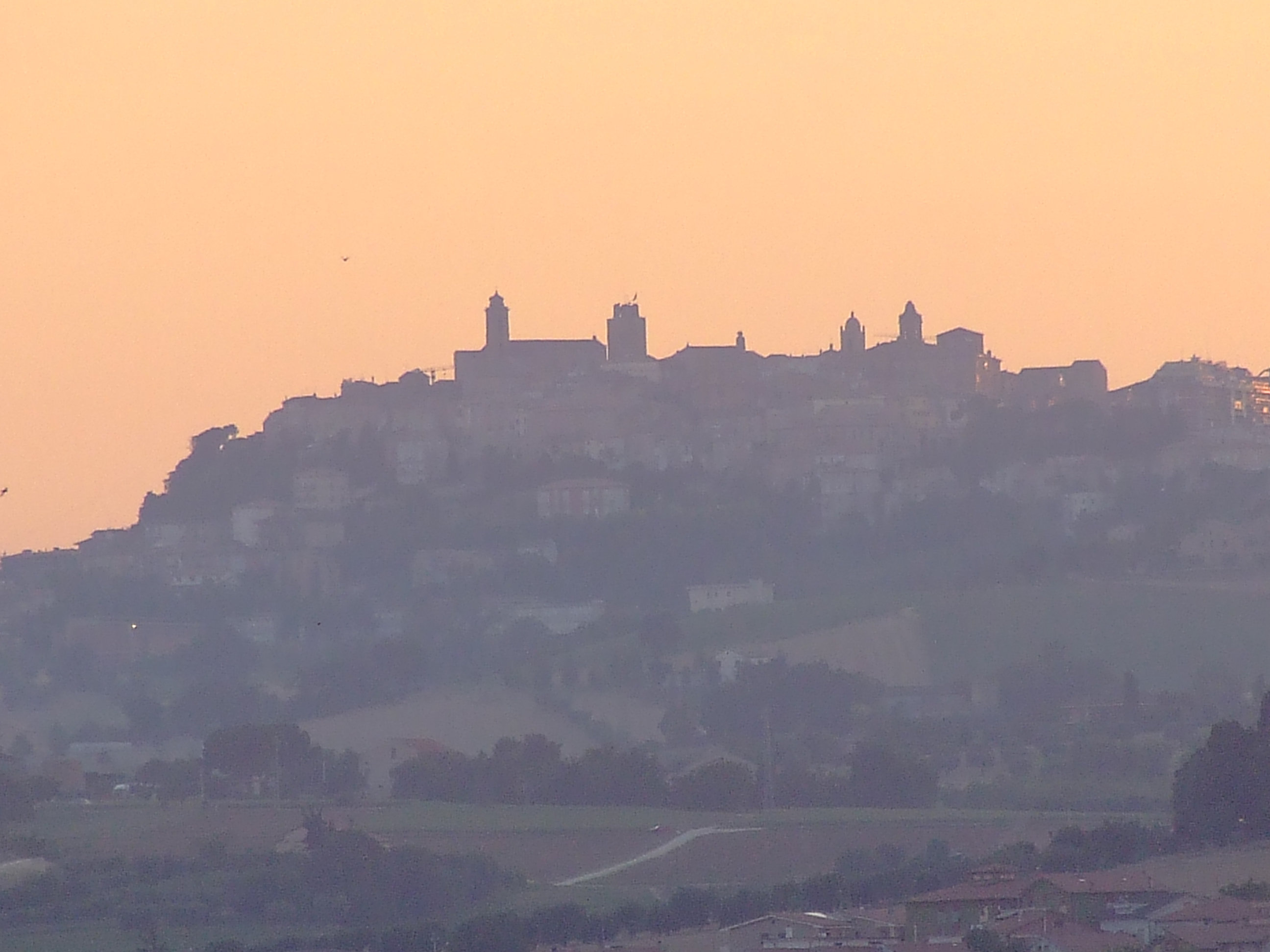
Sant’Elpidio am Morgen

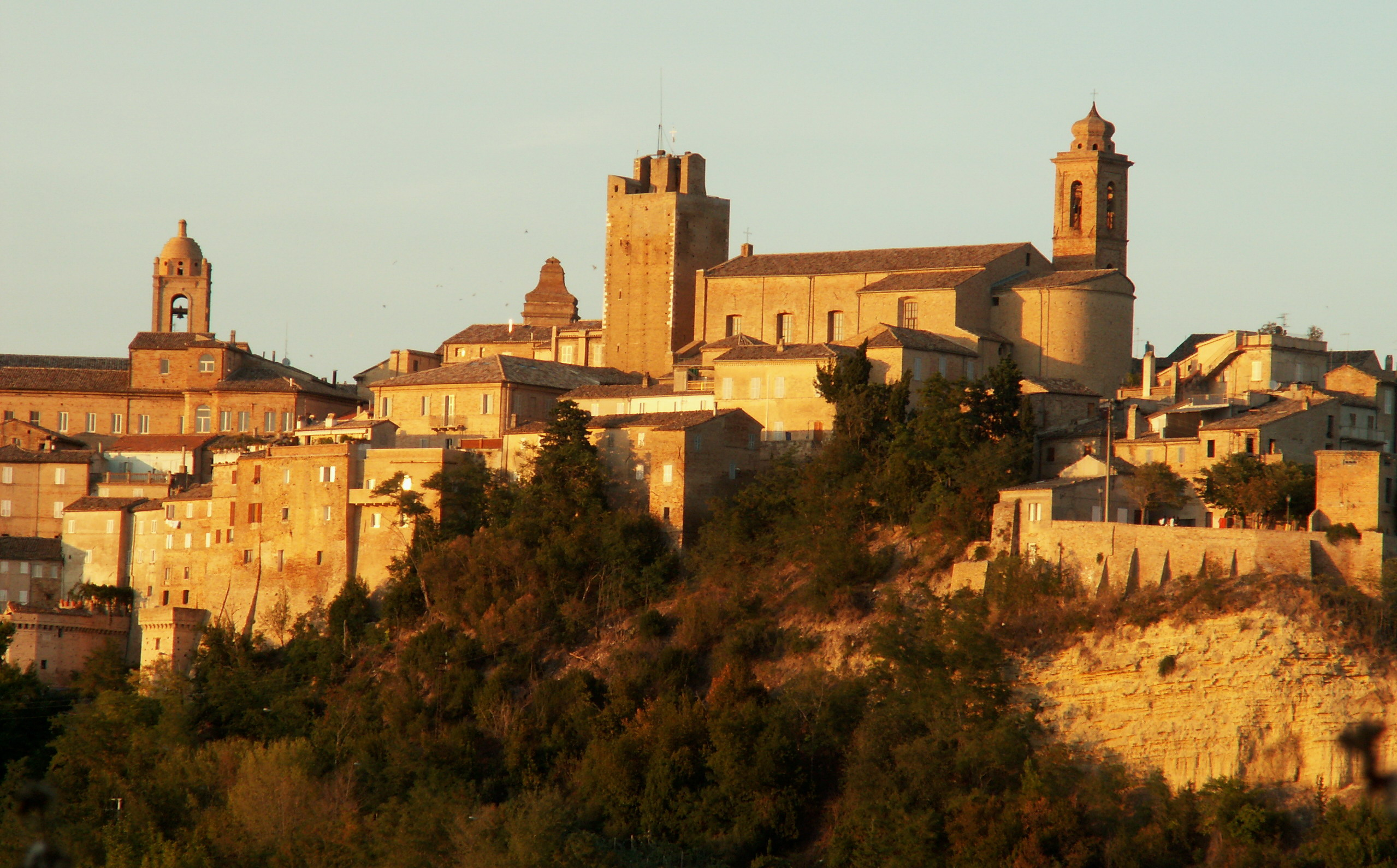
Sant’Elpidio

Sant’Elpidio a Mare [santel'piːdjo a 'maːre] ist eine italienische Gemeinde (comune) mit 16.469 Einwohnern (Stand 31. Dezember 2023) in der Provinz Fermo in den Marken. Die Gemeinde liegt etwa 9 Kilometer nördlich von Fermo und grenzt an die Provinz Macerata. Das Adriatische Meer liegt 9 Kilometer östlich von Sant’Elpidio a Mare.

## Geschichte
Die Siedlung hieß ursprünglich Cluana. Als die Gemeinde im 7. Jahrhundert die Reliquien des Heiligen Elpidius erlangte, übernahm man den Namen des Heiligen. Auf Grund einer Legende soll es zu einer Heiligenerscheinung gekommen sein, wodurch der Ort vor einer Plünderung durch die Langobarden bewahrt wurde.

## Verkehr
Nördlich der Gemeinde verläuft die Strada Statale 77, östlich von ihr die Autostrada A14.

## Söhne und Töchter der Gemeinde
- Giacomo Sinibaldi (1766–1843), Kurienerzbischof und Titularpatriarch von Konstantinopel
- Vincenzo Massi (1781–1841), Bischof von Gubbio
- Diego Della Valle (* 1953), Vorstandsvorsitzender von dessen Modeunternehmen Tod’s mit Firmensitz in Sant’Elpidio a Mare